# Cryptic Forest
Cryptic Forest ist eine deutsche Black-Metal-Band aus dem Schwarzwald. Sie besteht aus mehreren Mitgliedern der Pagan-Metal-Band Finsterforst.

## Geschichte
Die Band wurde bereits 2003 als Black-Metal-Projekt von Komponist Simon Schillinger gestartet.
Nachdem sein musikalischer Fokus jahrelang eher auf der Schwesterband Finsterforst gelegen hatte, rekrutierte er alsbald die weiteren Mitglieder. Zwischen 2009 und 2011 wurde eine erste EP mit zwei Liedern aufgenommen, welche 2011 auf 500 Stück limitiert erschien.
Nach rund 10 Jahren erschien Mitte August 2013 das Debüt-Album Ystyr auf dem deutschen Label Einheit Produktionen. Die Resonanz hierauf war durchweg positiv.
Für 2014 ist eine erste Europa-Tournee mit Finsterforst und Trollfest angekündigt.

## Diskografie
- 2011: Dawn of the eclipse (Demo-EP)
- 2013: Ystyr (Album, Einheit Produktionen)